# Хира (пећина)
Хира (арап. حراء), односно пећина Хира (арап. غار حراء), пећина је удаљена око 3 километра од Меке, на планини по имену Џабал ел нур у Хеџазу, на територији данашње Саудијске Арабије.
Чувена је по томе што муслимани верују да је у њој пророк Мухамед примио своја прва откровења од Бога преко анђела Џибрила (арап. جِبرِيل). Код хришћана, Џибрил је познат као Гаврило, а код Јевреја као Gavri'el.

## Опис
Да би се дошло до пећине, треба прећи 600 корака од подножја до улаза. Сама пећина је око 3,7 m дугачка и 1,60 m широка. Она се налази на висини од 270 m. Током хаџилука, око 5.000 муслиманских верника се свакодневно пење до Хире, како би видели место где се верује да је Мухамед примио прву објаву Курана у Ноћи судбине. Муслимани обично не сматрају обилазак пећине саставним делом ходочашћа. Ипак, многи је посећују из разлога личног задовољства и духовности, и иако је неки сматрају светилиштем, ово мишљење се сукоби са салафитским тумачењима исламске вере. Иако је пећина Хира важно место које се помиње у Мухамедовом животопису, она се не сматра светим попут других места у Меки (као на пример, Света џамија), те према мишљењу већине тумача ислама, иста награда се добија за молитву овде, као и било ком другом месту у Меки.

## Одабир планине
Пре но што је добио прво откровење, Мухамед је имао пријатне снове. У тим сновима је уочио знаке да његово посланство почиње да се појављује, и указало му се да ће га камење у Меки поздрављати са „Селам“, што се верује да се показало истинитим. Ови снови су трајали шест месеци. Повећана потреба за самоћом нагнала је Мухамеда да тражи изолованост и медитацију у стеновитим брдима која окружују Меку. Ту би се повукао у пећину Хиру на један месец годишње. Он је са собом носио намирнице и успут би их делио сиромашнима. У повратку би обишао око Ћабе седам пута, а затим би наставио кући.

## Галерија
- Улаз у пећину Хиру
- Камен на путу ка пећини
- Ходочасници на планини Џабал Нур
- Поглед на планину Џабал Нур